# Altes Rathaus (Saarbrücken)

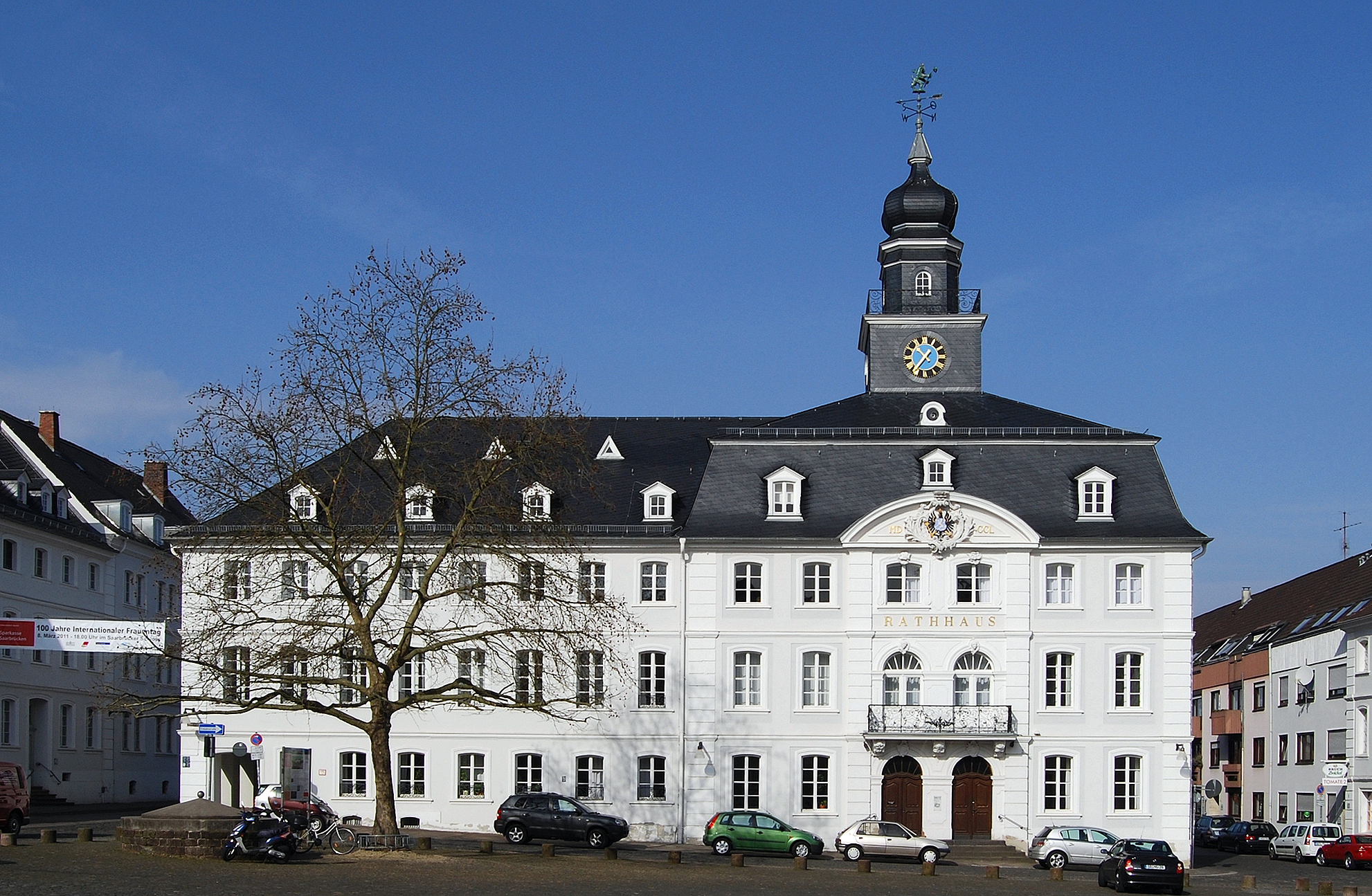
Altes Rathaus (2011)

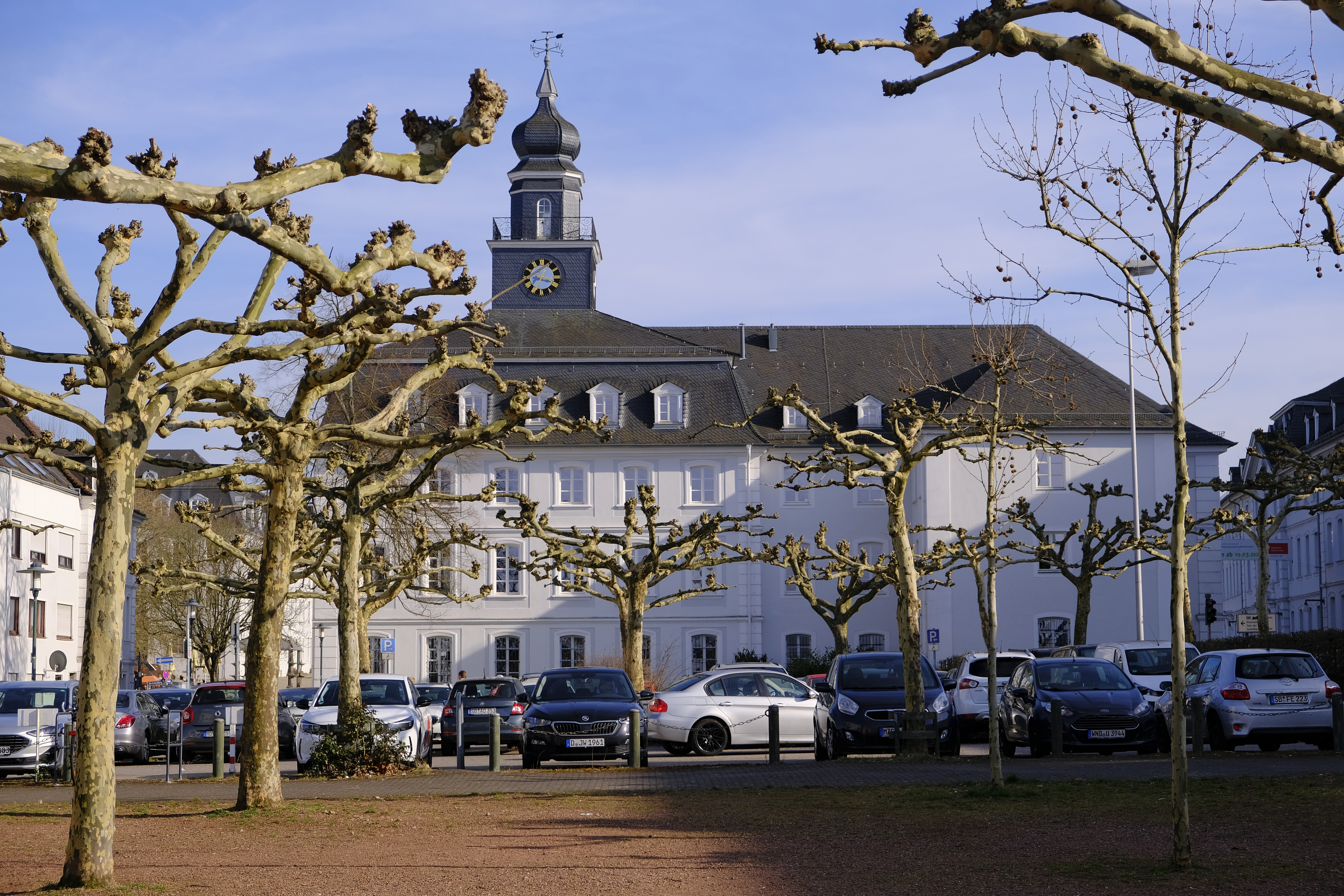
Rückwärtige Ansicht vom Nanteser Platz aus, an der Stelle des heutigen Parkplatzes stand in der Schloßstraße bis zur Zerstörung im Zweiten Weltkrieg der Ratssaal mit dem Saarbrücker Rathauszyklus von Anton von Werner

Das Alte Rathaus ist das ehemalige Rathaus der Stadt Saarbrücken. Es steht am Schloßplatz und ist als Teil des Denkmalensembles „Schloßplatz“ denkmalgeschützt.

## Geschichte
Schon im 15. Jahrhundert befand sich am Ende der heutigen Schlossstraße ein Rathaus, das Graf Johann Ludwig 1498 erbauen ließ. Wilhelm Ludwig schenkte das Haus 1604 der Stadt. Es war in der Mitte des 17. Jahrhunderts allerdings so baufällig geworden, dass ein Neubau angedacht wurde. 1667 erbaute Matthes Berchtelen ein neues Rathaus, das allerdings zehn Jahre später abbrannte. Erst 1698 wurde ein Neubau umgesetzt. Der Entwurf dafür stammte von Matthes Löw, die Ausführung lag bei dem Baumeister Paulus Bucklisch.
Schon 1748 bis 1750 entstand dann der heute erhaltene Bau. Nach Plänen von Friedrich Joachim Stengel errichtete Baumeister Karl Abraham Dodel den Barockbau. Der Südflügel bestand ursprünglich aus zwei Wohnhäusern, die vermutlich ebenfalls von Stengel erbaut wurden. Erst gegen Ende des 18. Jahrhunderts wurde dieser Trakt an das Rathaus angeglichen. Mit der Zusammenlegung der Städte Saarbrücken und St. Johann im Jahr 1909 wurde der Sitz des Bürgermeisters in das geräumigere Rathaus St. Johann verlegt, das Gebäude verlor seine Funktion als Rathaus.
Im Zweiten Weltkrieg wurde das Haus zerstört und ab 1947 wieder aufgebaut. Die ebenfalls zerstörten Bürgerhäuser hinter dem Rathaus wurden nicht mehr aufgebaut. Dort befindet sich heute der Nanteser Platz. Im Gebäude waren städtische Büros untergebracht, außerdem einige Büros der Stadtverbandes (heute Regionalverband), die städtische Volkshochschule und einige Jahre lang auch das Abenteuermuseum Saarbrücken.

## Architektur
Der Haupttrakt besitzt sechs Fensterachsen, wobei die beiden mittleren in einem Risalit mit Segmentgiebel liegen. Im Giebelfeld findet sich die Jahreszahl MDCCL (1750) und in einer neobarocken Kartusche das durch König Wilhelm I. im Handschreiben von Gastein am 9. August 1874 verliehene Saarbrücker Stadtwappen mit preußischem Adler. Die beiden hölzernen Doppelflügeltüren erreicht man über eine Freitreppe. Über den Türen befindet sich ein Balkon mit schmiedeeisernem Gitter. Auf dem Mansarddach befindet sich ein quadratischer Uhrenturm. Nach einem Rücksprung mit schmiedeeisernem Gitter erhebt sich ein eingeschossiger Aufbau mit abgeschrägten Kanten und Zwiebelhelm. Der südliche Trakt besitzt acht Achsen, wobei die südlichste Achse heute im Erdgeschoss fehlt und hier stattdessen eine Fußgängerpassage durchläuft. Das Walmdach sitzt auf dem Dach des Eingangstrakts auf.
Mit seiner Schaufassade zum Schlossplatz griff das Gebäude bewusst Elemente des ehemaligen Mittelbaus des Saarbrücker Schlosses am gegenüberliegenden Ende des Platzes auf und sollte Entsprechung am westlichen Platzrand sein.
Das Gebäude diente auch als Vorbild für das ab 1770 errichtete Alte Rathaus in Pirmasens. Hierfür verwendete der Tiroler Werkmeister Rochus Pfeiffer im Auftrag des Landgrafs Ludwig IX. von Hessen-Darmstadt ebenfalls Pläne des Architekten Stengel. Das Ziel der Architektur war ähnlich wie in Saarbrücken die Bezugnahme auf das damals gegenüberliegende Residenzschloss des Landgrafen und die Einrahmung des dortigen Schlossplatzes. Beide Bauten hatten ursprünglich drei Stockwerke und besitzen sowohl einen Mittelrisalit mit Segmentbogenfeld als auch einen Glockenturm auf dem gewalmten Mansarddach, das Gebäude in Pirmasens hat allerdings keinen Anbau, sondern an beiden Seiten eine zusätzliche Fensterachse und ist seit seinem Wiederaufbau nach dem Zweiten Weltkrieg vierstöckig.

## Anbau mit Saarbrücker Rathauszyklus

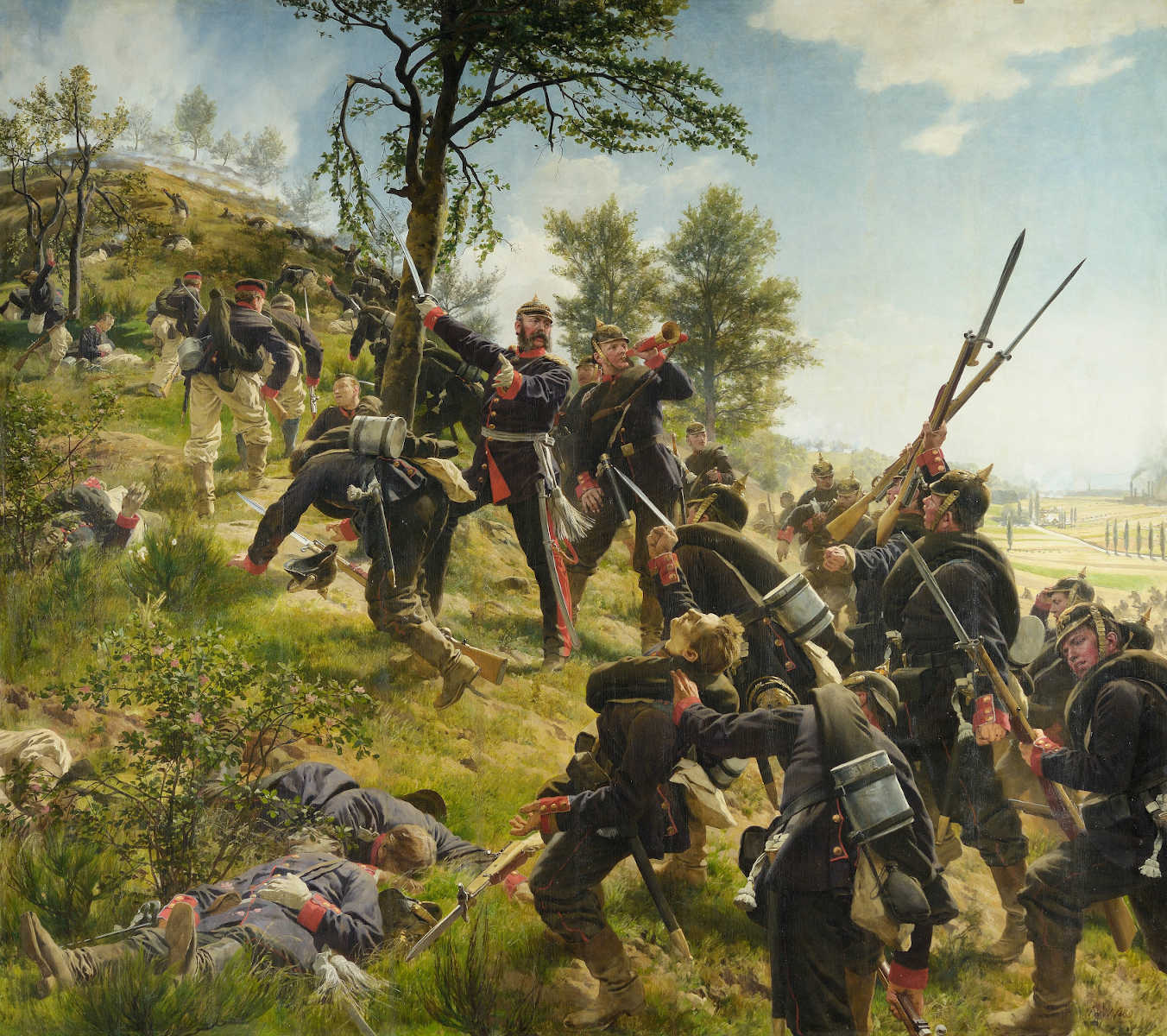
„Sturm auf den Spicherer Berg“

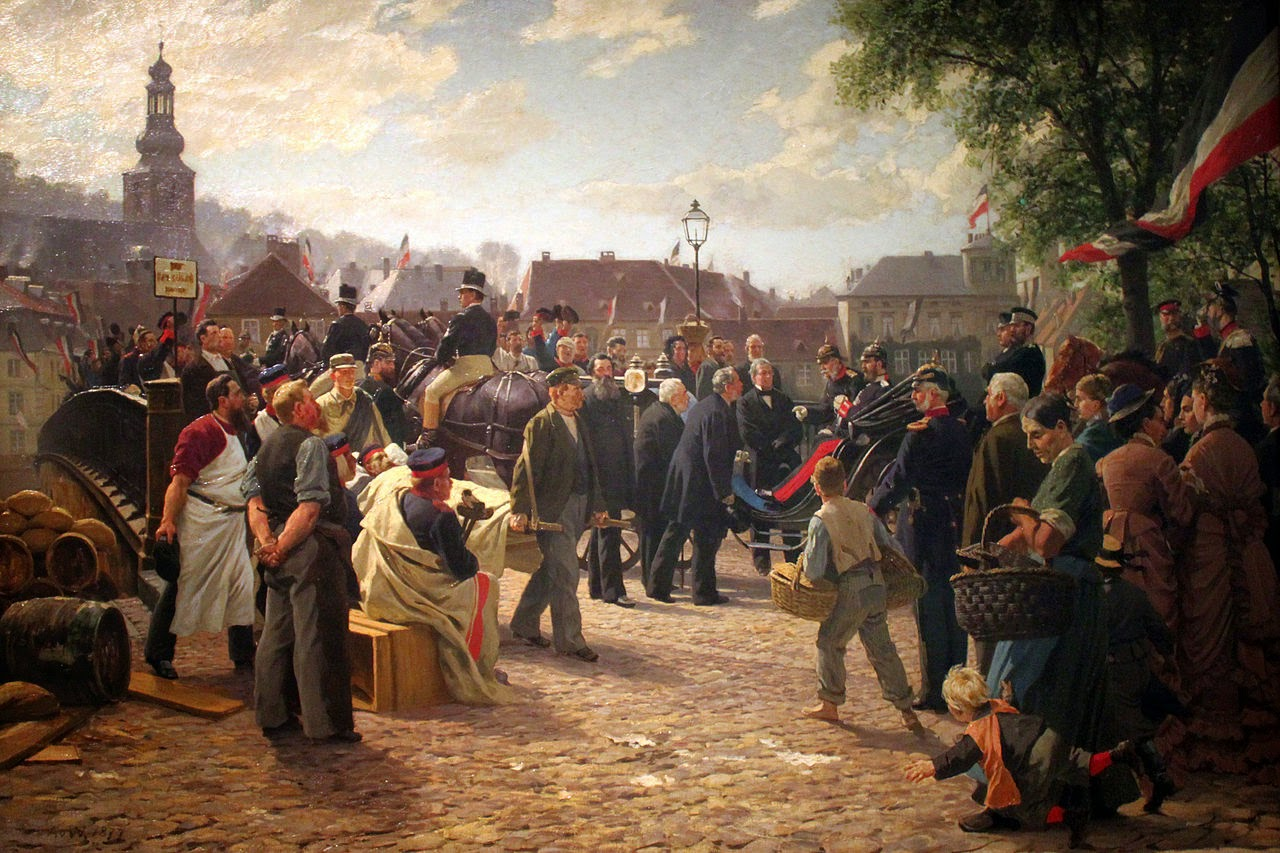
Farbskizze zu „Ankunft König Wilhelms I. in Saarbrücken“ (Deutsches Historisches Museum)

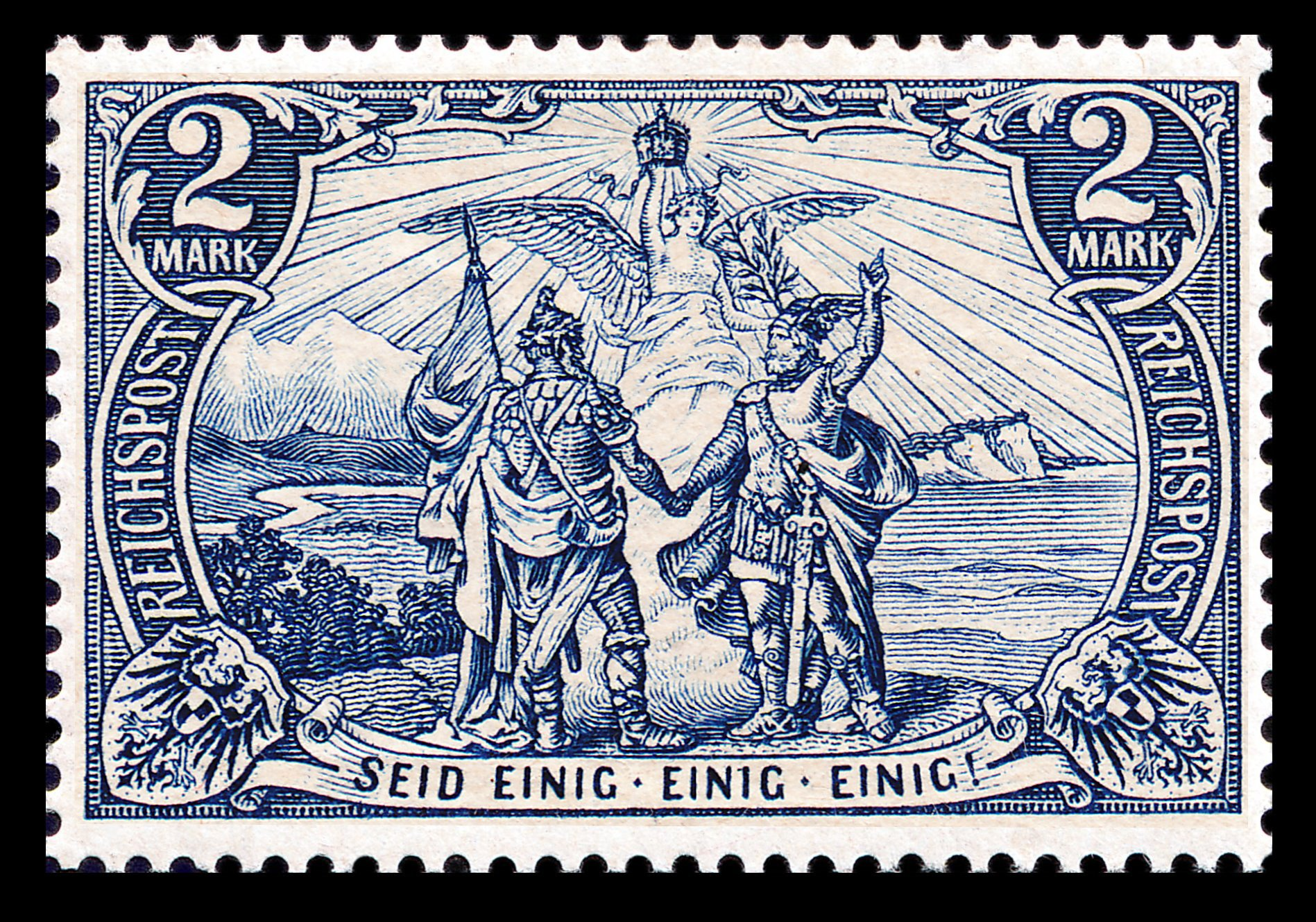
Briefmarke nach dem „Victoria“-Gemälde

Auf eine Anregung des preußischen Kultusministeriums hin wurde den Saarstädten aus Dankbarkeit für die Unterstützung in der Schlacht bei Spichern und im Krieg 1870/1871 ein patriotischer Bilderzyklus geschenkt. Die Ausführung übernahm der Maler Anton von Werner.
Von der Stadt Saarbrücken wurde beschlossen, ein am Rathaus unmittelbar angrenzendes Wohnhaus abzureißen und an dessen Stelle einen neuen Sitzungssaal zu bauen, der die Bilder aufnehmen sollte. Die Ausführung übernahm der Saarbrücker Kommunalbaumeister Benzel. Der Saal wurde am 8. August 1880, dem zehnjährigen Gedenktag der Schlacht bei Spichern, durch den Oberpräsidenten der preußischen Rheinprovinz, Moritz von Bardeleben, in Anwesenheit hoher Vertreter der Zivil- und Militärbehörden feierlich eingeweiht und die Bilder durch Anton von Werner selbst der Öffentlichkeit präsentiert.
Die Wände waren mit drei größeren und vier kleineren Gemälden Anton von Werners geschmückt. Der Wandbilderzyklus stellte den von Bruno von François angeführten Sturm auf den Spicherer Berg, die Ankunft König Wilhelms am 9. August 1870 in Saarbrücken (die, so wie dargestellt, historisch nicht stattgefunden hatte), die „Victoria“ als Allegorie auf die Einigung der deutschen Stämme und Großporträts von Helmuth von Moltke, Otto von Bismarck, Kronprinz Friedrich Wilhelm und Prinz Friedrich Karl dar.
Auf der ersten Saaltür wurden Medaillons mit Bildnissen von preußischen Offizieren des Deutsch-Französischen Krieges angebracht. Auf der zweiten Saaltür fanden die Bildnisse verdienter Bürger und Bürgerinnen der Stadt Saarbrücken und der Nachbarstadt St. Johann ihren Platz. Die Mitte der kassettierten Decke des Saales nahm ein monumentaler Reichsadler ein, der von einem wehenden Spruchband umgeben war, das ein Zitat des Dichters Joseph Victor von Scheffel beinhaltete.
Der Anbau, der als Sitzungs- und Festsaal genutzt wurde, wurde beim schweren Bombenangriff auf Saarbrücken vom 5. Oktober 1944  zerstört. Die Bilder konnten jedoch gerettet werden und waren danach auf dem Dachboden des Rathauses St. Johann eingelagert. Im Jahre 1994, fünfzig Jahre nach der Zerstörung des Alten Rathauses, gingen die Gemälde als Schenkung an zwei Privatpersonen mit der Verpflichtung, diese zu restaurieren und der Öffentlichkeit zugänglich zu machen. Der Saarbrücker Rathauszyklus soll in Zukunft in der „K4 fabrik“ in der Alten Baumwollspinnerei in St. Ingbert dauerhaft präsentiert werden.
Der Anbau wurde nicht wieder errichtet, heute befindet sich hier ein Parkplatz.

## Rezeption

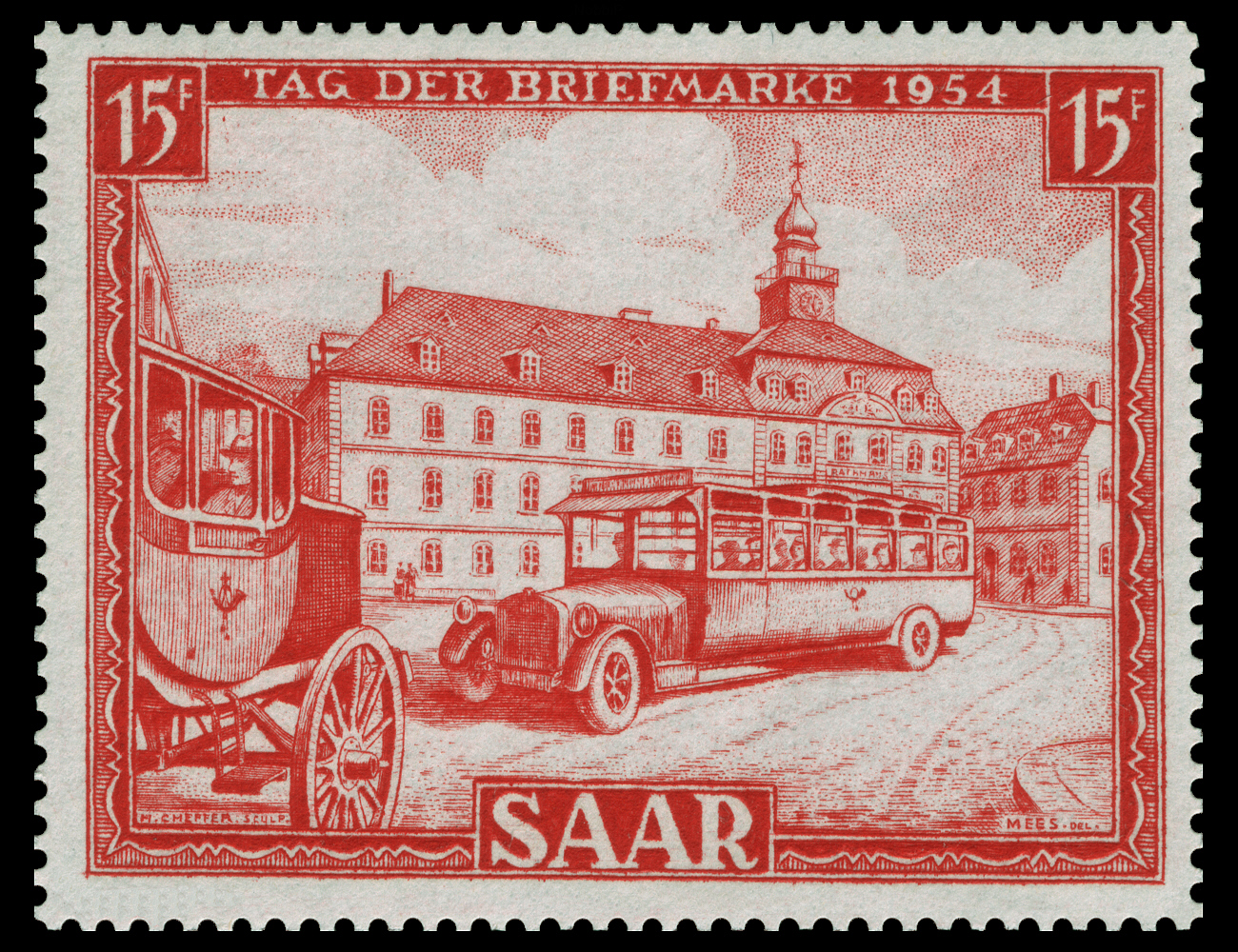
15-Saar-Franken-Briefmarke aus der Serie „Ansichten aus dem Saarland“

Das Gebäude war auf der 15-Saar-Franken-Briefmarke des Saarlandes (Erstausgabe 1954) abgebildet.